# العلاقات السنغافورية الناميبية
العلاقات السنغافورية الناميبية هي العلاقات الثنائية التي تجمع بين سنغافورة وناميبيا.

## مقارنة بين البلدين
هذه مقارنة عامة ومرجعية للدولتين:
| وجه المقارنة                                              | سنغافورة                                                             | ناميبيا      |
| --------------------------------------------------------- | -------------------------------------------------------------------- | ------------ |
| المساحة (كم2)                                             | 719                                                                  | 825.62 ألف   |
| عدد السكان (نسمة)                                         | 5.89 مليون                                                           | 2.53 مليون   |
| الكثافة السكانية (ن./كم²)                                 | 819.19 ألف                                                           | 3.06         |
| العاصمة                                                   | سنغافورة                                                             | ويندهوك      |
| اللغة الرسمية                                             | لغة إنجليزية، اللغة الملايو، اللغة الصينية القياسية، اللغة التاميلية | لغة إنجليزية |
| العملة                                                    | دولار سنغافوري                                                       | دولار ناميبي |
| الناتج المحلي الإجمالي (بليون دولار)                      | 323.91 مليار                                                         | 13.24 مليار  |
| الناتج المحلي الإجمالي (تعادل القوة الشرائية) بليون دولار | 472.59 مليار                                                         | 25.60 مليار  |
| الناتج المحلي الإجمالي الاسمي للفرد دولار أمريكي          | 52.89 ألف                                                            | 4.67 ألف     |
| الناتج المحلي الإجمالي للفرد دولار أمريكي                 | 82.76 ألف                                                            | 9.96 ألف     |
| مؤشر التنمية البشرية                                      | 0.925                                                                | 0.628        |
| رمز المكالمات الدولي                                      | +65                                                                  | +264         |
| رمز الإنترنت                                              | .sg                                                                  | .na          |
| المنطقة الزمنية                                           | ت ع م+08:00، توقيت سنغافورة المنسق ‏                                  | ت ع م+02:00  |

## منظمات دولية مشتركة
يشترك البلدان في عضوية مجموعة من المنظمات الدولية، منها:
| علم المنظمة | اسم المنظمة                        | تاريخ انضمام سنغافورة | تاريخ انضمام ناميبيا |
| ----------- | ---------------------------------- | --------------------- | -------------------- |
|             | يونسكو                             | 8 أكتوبر 2007         | 2 نوفمبر 1978        |
|             | وكالة ضمان الاستثمار متعدد الأطراف | 24 فبراير 1998        | 25 سبتمبر 1990       |
|             | الأمم المتحدة                      | 21 سبتمبر 1965        | 23 أبريل 1990        |
|             | دول الكومنولث                      | ?                     | ?                    |
|             | الاتحاد البريدي العالمي            | ?                     | ?                    |
|             | البنك الدولي للإنشاء والتعمير      | 3 أغسطس 1966          | 25 سبتمبر 1990       |
|             | الاتحاد الدولي للاتصالات           | 22 أكتوبر 1965        | 25 يناير 1984        |
|             | منظمة حظر الأسلحة الكيميائية       | ?                     | ?                    |
|             | مؤسسة التمويل الدولية              | 4 سبتمبر 1968         | 25 سبتمبر 1990       |
|             | منظمة التجارة العالمية             | ?                     | ?                    |
|             | منظمة الشرطة الجنائية الدولية      | ?                     | ?                    |

## وصلات خارجية
- موقع وزارة الخارجية السنغافورية